# بيلي هندرسون
بيلي هندرسون (بالإنجليزية: Billy Henderson)‏ (5 يناير 1900 في المملكة المتحدة - 1 يناير 1934) هو لاعب كرة قدم بريطاني (وحمل سابقاً جنسية المملكة المتحدة لبريطانيا العظمى وأيرلندا) في مركز الظهير. لعب مع برايتون أند هوف ألبيون ووست هام يونايتد وAberdare Athletic F.C. ‏.